# Стечки
Стечки (босн. , серб. и хорв. stećci, серб. кир. стећци) — монументальные средневековые надгробия (датируются в интервале от XII века до XVI века), встречающиеся в Боснии и Герцеговине (около 60 000), Хорватии, Черногории и Сербии (около 10 000). В 2009 году все четыре страны подали заявки на включение стечек в Список Всемирного наследия ЮНЕСКО. В 2016 году заявка была принята: в список Всемирного наследия включены 30 некрополей, 22 из которых в Боснии и Герцеговине, 2 — в Хорватии, и по 3 — из Черногории и Сербии.

## Галерея

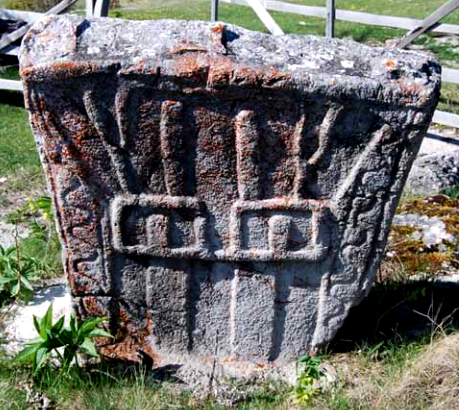
Стечки в Плевля, Черногория
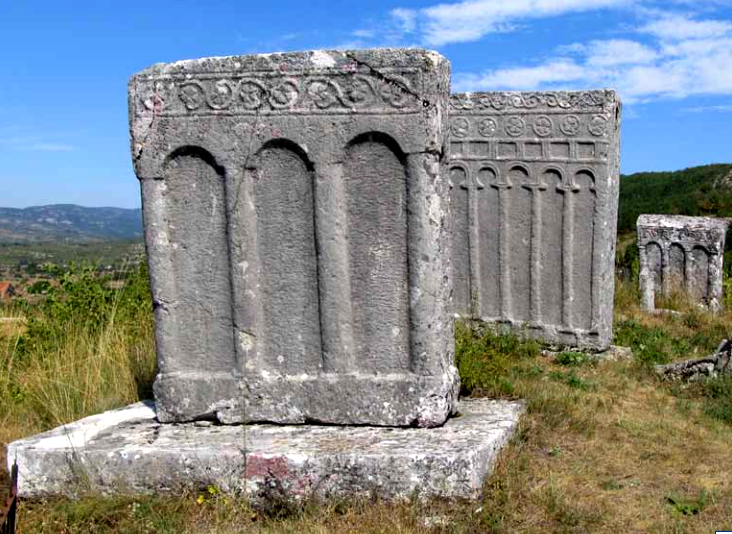
Некрополь в Никшич
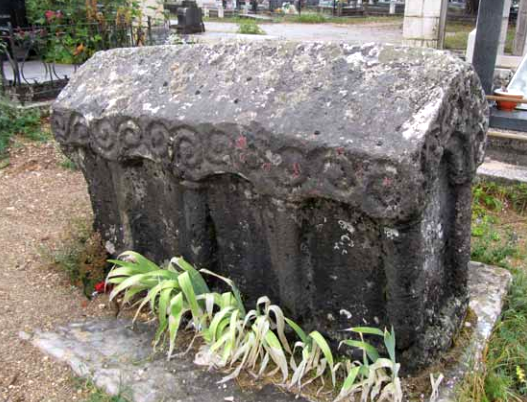
Никшич
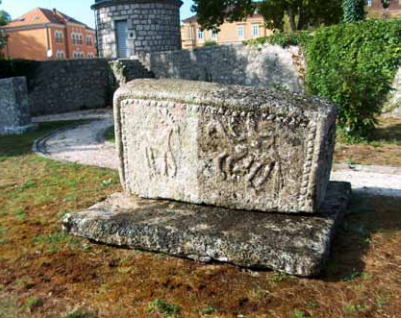
В Цетине
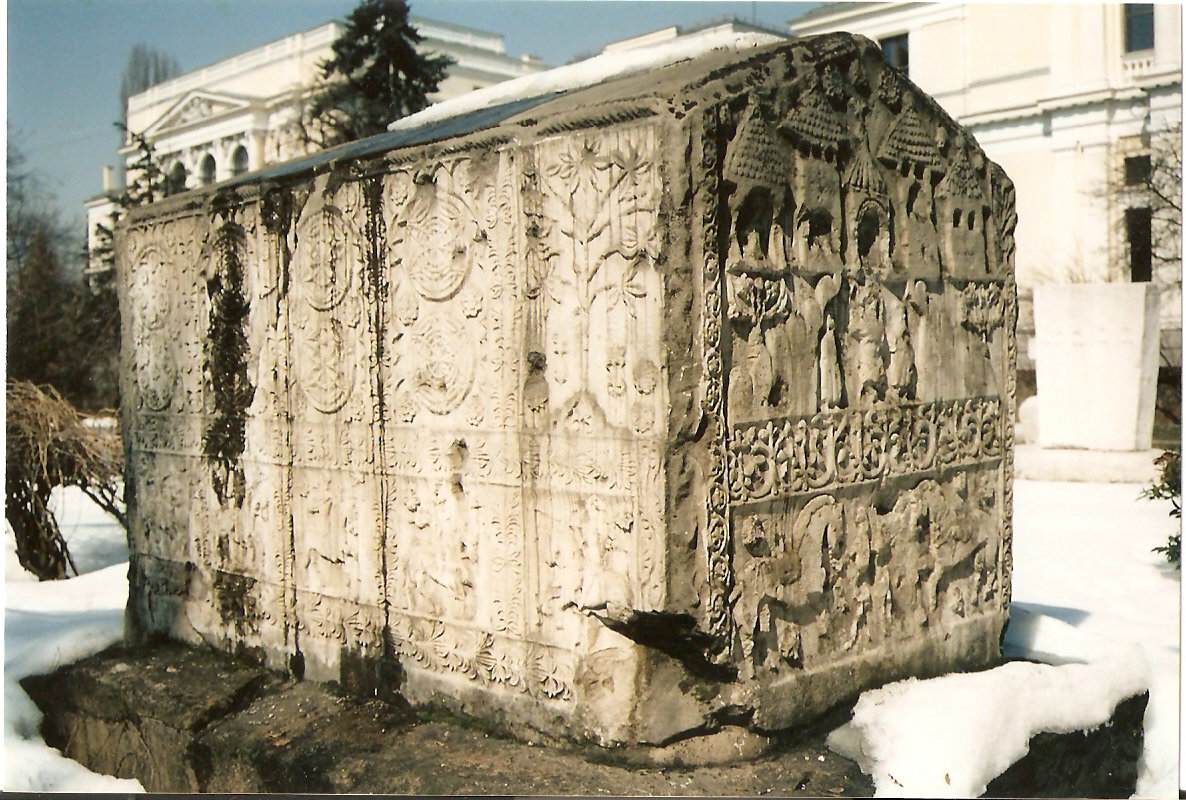
В Национальном музее Боснии и Герцеговины
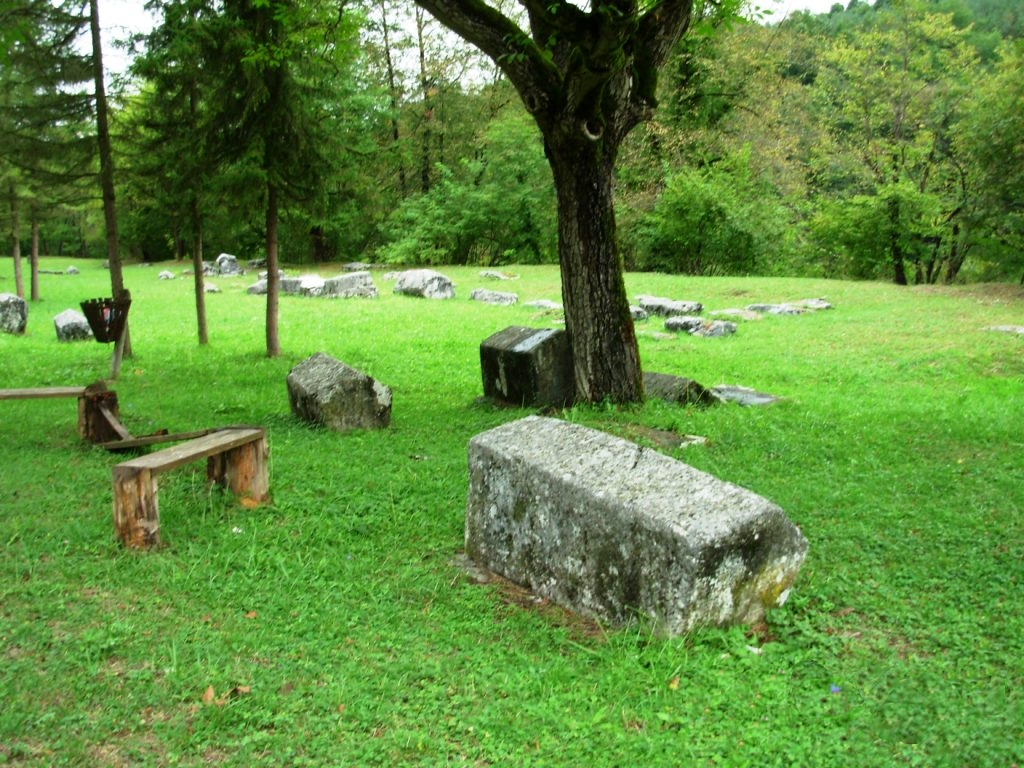
Некрополь Мраморье в Сербии
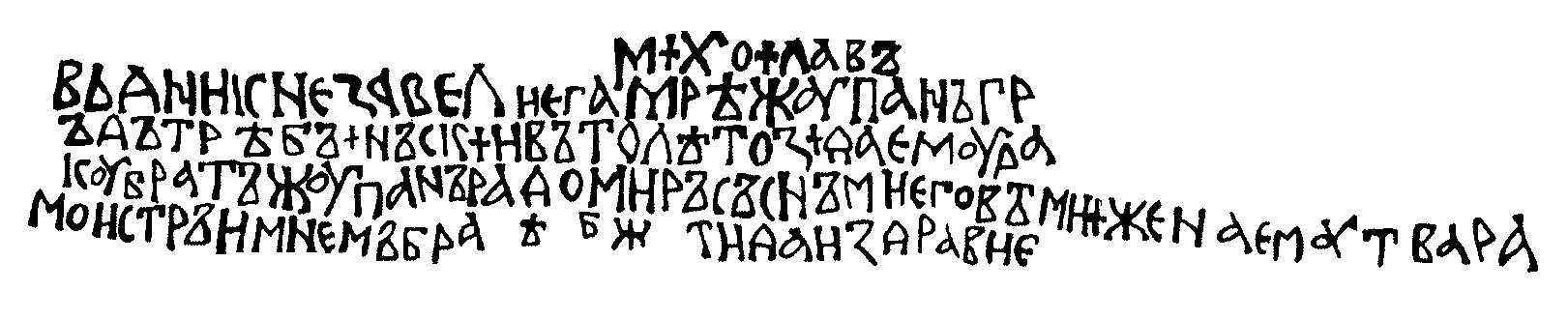
Старейший из найденных

## Географическое расположение
| Географическое расположение стечек в Боснии и Герцеговине | Географическое расположение стечек в Черногории | Географическое расположение стечек в Хорватии | Географическое расположение стечек в Сербии |